# 부산광역시소방학교
부산광역시소방학교(釜山廣域市消防學校, Busan Fire Service Academy)는 부산광역시 소속 소방공무원의 교육·훈련을 담당하는 부산광역시청의 직속기관이다. 교장은 소방정으로 보한다.

## 설치 근거 및 소관 사무

### 설치 근거
- 「부산광역시 행정기구 설치 조례」 제17조의2제1항[2]

### 소관 사무
- 교육훈련계획의 수립·시행 및 교육훈련과정 편성·운영 등에 관한 사항
- 교육훈련 성과분석 및 교육생의 학적관리에 관한 사항
- 소방전문기술 연구·개발 등에 관한 사항

## 연혁
- 1987년 1월 9일: 소방본부에 교육대 설치.
- 1998년 11월 30일: 연산9동으로 청사 이전.
- 2006년 7월 5일: 부산광역시소방학교로 독립.[3]
- 2009년 2월 20일: 현 청사로 이전.
- 2010년 9월 12일: 국제수상구조훈련센터 준공.
- 2024년 1월 1일: 지휘역량강화센터 신설.

### 역대 학교장
- 2019년 2월 20일 ~ 2020년 2월 9일 : 임정수[4]
- 2020년 2월 10일 ~ 2020년 11월 12일: 김재홍[5]
- 2020년 11월 13일 ~ 2021년 10월 13일: 주낙동
- 2021년 10월 14일 ~ 2023년 6월 30일: 진용만
- 2023년 7월 1일 ~ 2024년 2월 6일: 양순주
- 2024년 2월 7일 ~ 2024년 7월 31일 : 박형열
- 2024년 8일 1일 ~ : 윤태승

## 조직

### 교장
- 교육지원과[6]
- 인재양성과[6]
- 교육훈련과[6]

## 같이 보기
- 대한민국 소방청
- 중앙소방학교
- 대한민국의 소방
- 소방관 계급